# Scutigera rubrilineata
Scutigera rubrilineata är en mångfotingart som först beskrevs av Newport 1844.  Scutigera rubrilineata ingår i släktet Scutigera och familjen spindelfotingar. Inga underarter finns listade i Catalogue of Life.